# William Watson McIntire
William Watson McIntire (* 30. Juni 1850 in Chambersburg, Franklin County, Pennsylvania; † 30. März 1912 im Baltimore County, Maryland) war ein US-amerikanischer Politiker. Zwischen 1897 und 1899 vertrat er den Bundesstaat Maryland im US-Repräsentantenhaus.

## Werdegang
Noch in seiner Kindheit kam William McIntire mit seinen Eltern in das Washington County in Maryland, wo er sowohl öffentliche als auch private Schulen besuchte. Danach wurde er als Maschinist ausgebildet. Im Juli 1872 zog er nach Baltimore. Zwischen 1874 und 1885 arbeitete er für den Postdienst der Eisenbahnen (United States Railway Mail Services). Anschließend setzte McIntire seine Ausbildung an der Hagerstown Academy fort. Nach einem Jurastudium an der University of Maryland und seiner Zulassung als Rechtsanwalt begann er in Baltimore in diesem Beruf zu arbeiten. Politisch war er Mitglied der Republikanischen Partei. In den Jahren 1887 und 1888 gehörte er dem Stadtrat von Baltimore an. Im Jahr 1895 war er Schatzmeister seiner Partei auf Staats- und Bezirksebene.
Bei den Kongresswahlen des Jahres 1896 wurde McIntire im vierten Wahlbezirk von Maryland in das US-Repräsentantenhaus in Washington, D.C. gewählt, wo er am 4. März 1897 die Nachfolge von John Kissig Cowen antrat. Da er im Jahr 1898 nicht bestätigt wurde, konnte er bis zum 3. März 1899 nur eine Legislaturperiode im Kongress absolvieren. Diese war von den Ereignissen des Spanisch-Amerikanischen Krieges geprägt.
Nach dem Ende seiner Zeit im US-Repräsentantenhaus arbeitete McIntire seit 1905 für die United States Life Insurance Company. In den Jahren 1911 und 1912 gehörte er auch der Abwasserkommission der Stadt Baltimore an. Er starb am 30. März 1912 an einem Schlaganfall beim Angeln im Gunpowder River.